# Битий (военачальник)
Битий — военачальник Карфагена во II веке до н. э.

## Биография
Битий, нумидиец по происхождению, служил у Гулуссы — второго по старшинству сына царя Массиниссы. Во время Третьей Пунической войны Битий с восьмьюстами всадников перешёл на сторону Карфагена. Это событие, как и ряд стратегических побед над римлянами, повлияли на воспрянувших духом пунийцев, вернувших теперь под свой контроль почти всю Ливию. Нумидиец получил пост начальника карфагенской конницы.
Во время блокады Карфагена Битий руководил вопросами морской поставки продовольствия в осаждённый город. По замечанию А. А. Хлевова, по ряду причин эта блокада не могла носить абсолютного характера, чем и пользовались карфагеняне и решительные иностранные купцы, поставляя съестные припасы. Возможно, в качестве базы снабжения выступал город Неферис.
О дальнейшей судьбе Бития исторические источники не сообщают.